# Shakar Khan Shakar
Shakar Khan Shakar (ur. 3 września 1940) – afgański zapaśnik walczący w stylu wolnym. Dwukrotny olimpijczyk. Zajął szesnaste miejsce w Tokio 1964, w wadze 78 kg i osiemnaste w Monachium 1972, w kategorii do 74 kg.
Czwarty na igrzyskach azjatyckich w 1966 roku.

## Letnie Igrzyska Olimpijskie 1964
| Konkurencja       | Rundy eliminacyjne | Rundy eliminacyjne      | Klas. końcowa |
| Konkurencja       | Przeciwnik I       | Przeciwnik II           | Miejsce       |
| ----------------- | ------------------ | ----------------------- | ------------- |
| 78 kg styl wolnym | Len Allen (GBR) R  | Guram Sagaradze (SUN) P | 16.           |

## Letnie Igrzyska Olimpijskie 1972
| Konkurencja      | Rundy eliminacyjne   | Rundy eliminacyjne       | Klas. końcowa |
| Konkurencja      | Przeciwnik I         | Przeciwnik II            | Miejsce       |
| ---------------- | -------------------- | ------------------------ | ------------- |
| 74 kg styl wolny | Jan Karlsson (SWE) P | Muhammad Yaghoub (PAK) R | 18.           |